# Tako Hajo Jelgersma
Tako Hajo Jelgersma (Harlingen, 1702 – Haarlem, 1795) est un artiste peintre néerlandais du XVIIIe siècle.

## Biographie
Tako Hajo Jelgersma naît à Harlingen en octobre 1702.
Élève de Frans Decker et de Wigerus Vitringa (en), il peint des paysages, des portraits, des marines et des copies de maîtres anciens. Ses grisailles suivent la manière de Jacob de Wit,.
Il a eu pour élèves étaient Johan Bernard Brandhoff, Johannes Petrus van Horstok, Cornelis van Noorde, Martinus van der Jagt et Johannes Swertner. Son élève Cornelis van Noorde a réalisé de nombreuses gravures d'après les portraits réalisés par Jelgersma. Ce sont souvent les seuls portraits des sujets représentés qui subsistent aujourd’hui.
En 1752, il s'installe à Haarlem, où il devient membre de la guilde de Saint-Luc la même année et reste jusqu'à sa mort, survenue le 24 mars 1795.